# Classe Mukha
La classe Mukha (progetto 11451 Sokol secondo la classificazione russa) è composta da aliscafi antisommergibile, utilizzati prevalentemente per scopi sperimentali. Oggi ne sopravvive un solo esemplare. In Russia, la classificazione è MPK

## Tecnica
Dal punto di vista tecnico, si tratta di una versione modificata della precedente classe Babochka, con la quale ha in comune scafo e sistema propulsivo. In particolare, la propulsione con lo scafo fuori dall'acqua (foilborne) è assicurata da due turbine a gas M-10 (NK-12M) da 36.000 shp + 2 M-16 GTU , che consentono una velocità massima di 50 nodi, mentre quella con lo scafo in acqua (hullborne) da due motori diesel M-401 da 2.200 shp (12,2 nodi di velocità massima). Al momento della costruzione, non risultava imbarcato alcun armamento missilistico, anche se poi tali unità hanno ricevuto sistemi di vario tipo. In dettaglio, risultano montati sia missili antiaerei SA-N-8, sia missili antinave SS-N-29. Le fonti divergono anche sul cantiere in cui sarebbe avvenuta la costruzione.

## Servizio
I due esemplari entrarono in servizio nella seconda metà degli anni ottanta, nella Flotta del Mar Nero. La produzione futura, probabilmente, fu cancellata, e le navi vennero utilizzate solo per scopi sperimentali. In particolare, un esemplare fu impiegato per le prove del missile antinave SS-N-29, che si protrassero tra il 1993 ed il 1997.
Solo uno, chiamato MPK-220 Valdimirets, risultava ancora a carico della marina russa, nell'ottobre 2001. Le sue attuali condizioni comunque non sono note.